# Tenshu

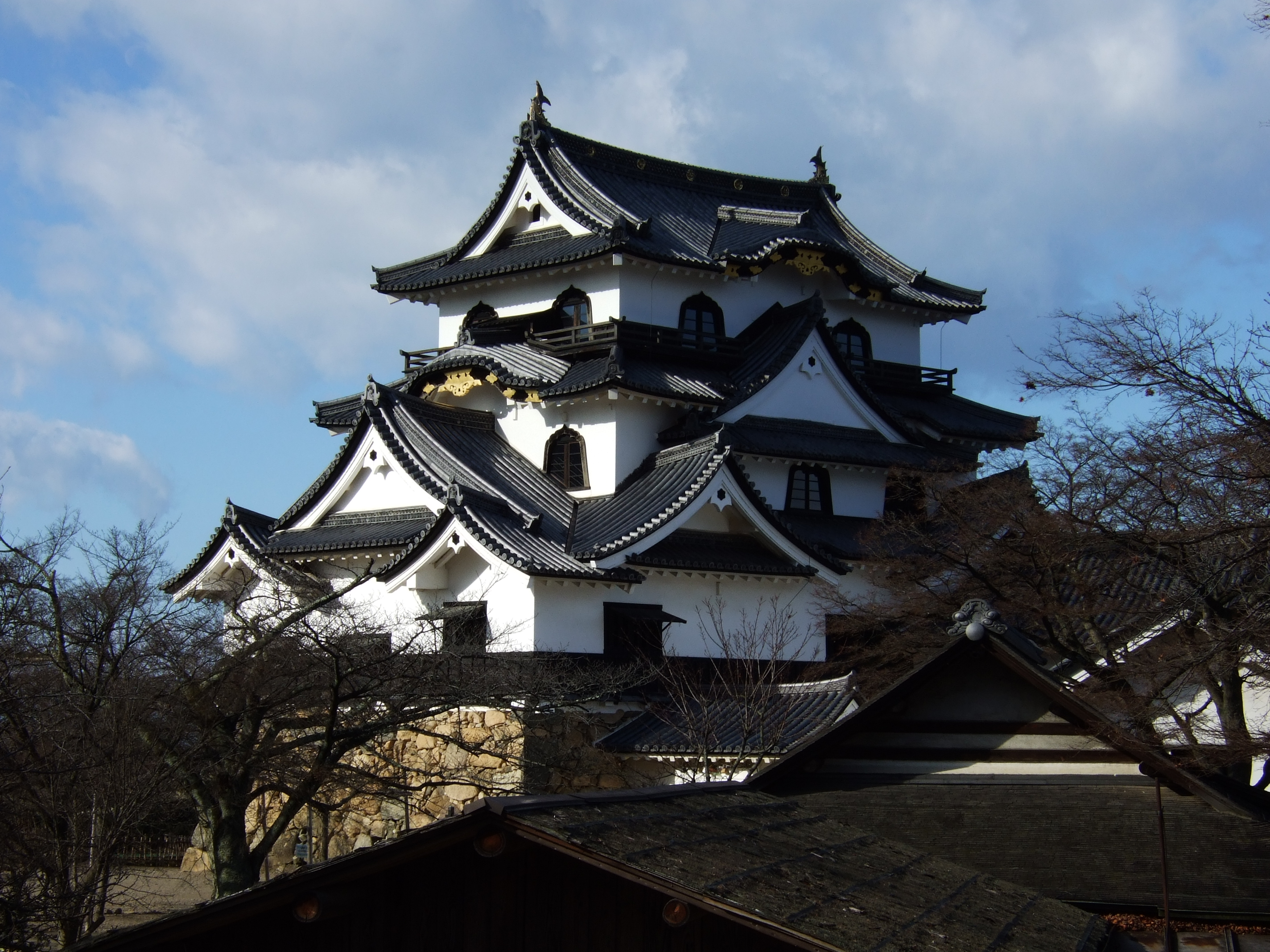
El tenshu del castillo Hikone (prefectura de Shiga).

El tenshu (天守, 天主, 殿主, 殿守?), también llamado tenshukaku (天守閣?), es la estructura principal de la arquitectura de los castillos japoneses. Se trata del componente central del complejo de un castillo —situado en el honmaru, el círculo interior— y se corresponde con la torre del homenaje de una fortificación europea. El edificio evolucionó gradualmente de una función estrictamente militar, como una torre de vigilancia colocada sobre una residencia, a la de un símbolo de poder y autoridad.

## Historia
Los castillos, como parte importante de la historia nipona, no solo eran edificios militares, sino también centros de economía y política. En Japón el tenshu es el componente más importante y simbólico de los castillos. Es el lugar más alto del recinto, por lo que el señor feudal podría mirar alrededor de sus terrenos y dirigir su ejército. La historia del tenshu se remonta al período Sengoku: se considera que el primero es el castillo Azuchi (prefectura de Shiga), construido por Oda Nobunaga en 1576, pues se trata de la primera estructura que dio preponderancia a los materiales opulentos y al impacto visual. En ese período, la torre principal se construyó sobre una plataforma de observación (yagura) usando el estilo shoin-zukuri (書院 造?), a la par que estaba rodeada por altos muros de piedra llamados ishigaki (石 垣?). A partir de entonces, el tenshu y los ishigaki se convirtieron en las características más importantes de los castillos japoneses.

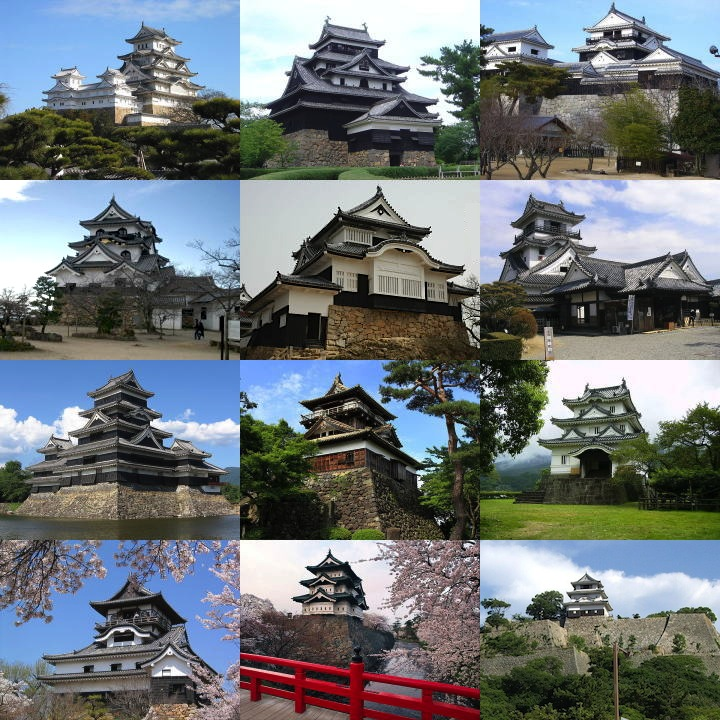
Solo doce tenshus previos al período Meiji se han mantenido hasta la actualidad; entre ellos se encuentran las torres principales del castillo Himeji o del castillo Matsumoto.

El término Genzai-Tenshu (las actuales torres del castillo) hace referencia a los tenshus construidos antes o durante el período Edo y que han sido conservados hasta la actualidad. En Japón, solo se conservan doce torres de castillo originales.

## Características

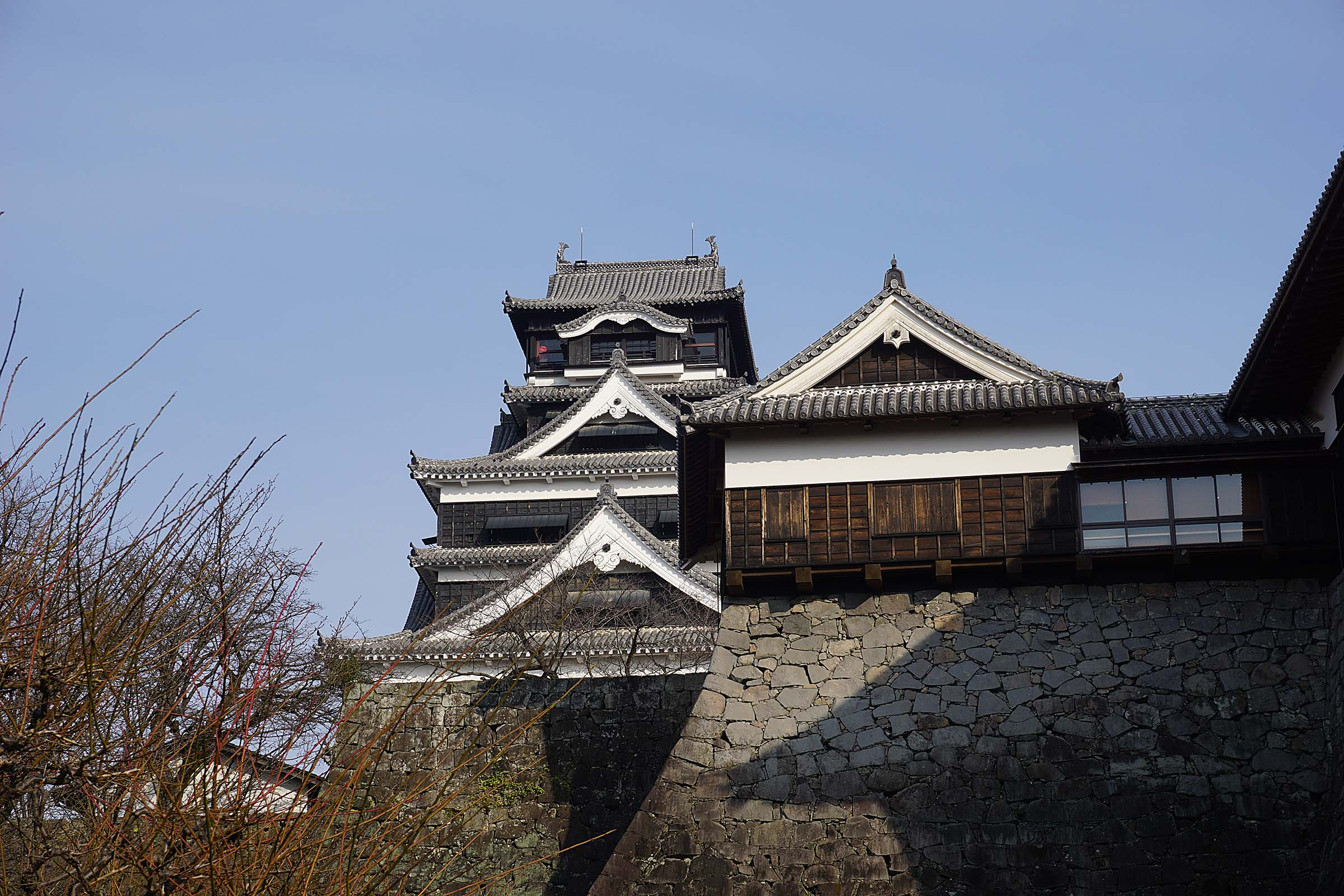
La torre principal del castillo Kumamoto presenta cinco pisos de altura.

La torre puede constar de tres, cinco o más pisos; a menudo había una variación estratégica entre el número de pisos que se veían desde el exterior y el número real de pisos dentro de la estructura. El tenshu puede ser un único edificio independiente, o bien se puede unir con una o más torres subsidiarias más pequeñas y otras estructuras, como un watari-yagura (渡櫓 galería de conexión?), para formar diferentes tipos de complejos.
El edificio se construía sobre su propia base, elevada independiente, cuyo interior podría ocultar uno o más pisos del sótano que no se podían observar desde el exterior. El tenshu de varios pisos era una construcción de vigas y postes de madera, con techos de tejas (del mismo modo que en las torres yagura). Una característica estructural distintiva fue el uso de uno o dos grandes pilares que van desde la planta baja hasta el piso superior.